# Un socru de coșmar (film din 1992)
Un socru de coșmar (în engleză Meet the Parents) este un film independent american de comedie din 1992 regizat de Greg Glienna după un scenariu de Greg Glienna și Mary Ruth Clarke.
Filmat cu un buget de aproximativ 100.000 de dolari americani și turnat în și în jurul orașului Chicago, Meet the Parents nu a fost distribuit pe scară largă și nu a câștigat un profit mare la box office la lansarea sa limitată. Cu toate acestea, a strâns unele aprecieri de critică și atenție din partea industriei cinematografice suficient pentru a se reface filmul cu un buget mai mare.
La câțiva ani după lansarea filmului, Universal Pictures a achiziționat drepturile de autor ale acestui film independent. După ce l-a angajat pe scenaristul Jim Herzfeld pentru a extinde scenariul, o nouă versiune a peliculei a fost filmată și lansată în octombrie 2000. Versiunea din 2000 a inspirat, la rândul său, alte două filme sequel și două seriale de televiziune.

## Distribuție
- Greg Glienna - Greg
- Jacqueline Cahill - Pam Burns
- Mary Ruth Clarke - Fay Burns
- Dick Galloway - Irv Burns
- Carol Whelan - Kay Burns
- Jim Vincent - Gas Station Attendant
- John Dacosse - Customer
- Harry Hickstein - Lee
- Emo Philips - Video Store Clerk